# 圣尼古拉斯村
圣尼古拉斯村（西班牙語：La Aldea de San Nicolás）是西班牙加那利群岛拉斯帕尔马斯省大加那利岛最西边的一个市镇。总面积124平方公里，总人口7608人（2018年），人口密度62人/平方公里。2005年以前市镇的名字叫圣尼古拉斯-德托伦蒂诺（西班牙語：San Nicolás de Tolentino）。
圣尼古拉斯村位于本岛首府拉斯帕尔马斯西南方向71公里处。它坐落在森林密布的山谷中，面向大西洋。最高的山岭有1300米高。

## 人口数目

圣尼古拉斯村在大加那利岛的位置

| 年份 | 人口  |
| ---- | ----- |
| 1991 | 7,751 |
| 1996 | 8,082 |
| 2001 | 7,668 |
| 2002 | 8,063 |
| 2003 | 8,089 |
| 2004 | 7,988 |
| 2013 | 8,228 |

## 图集

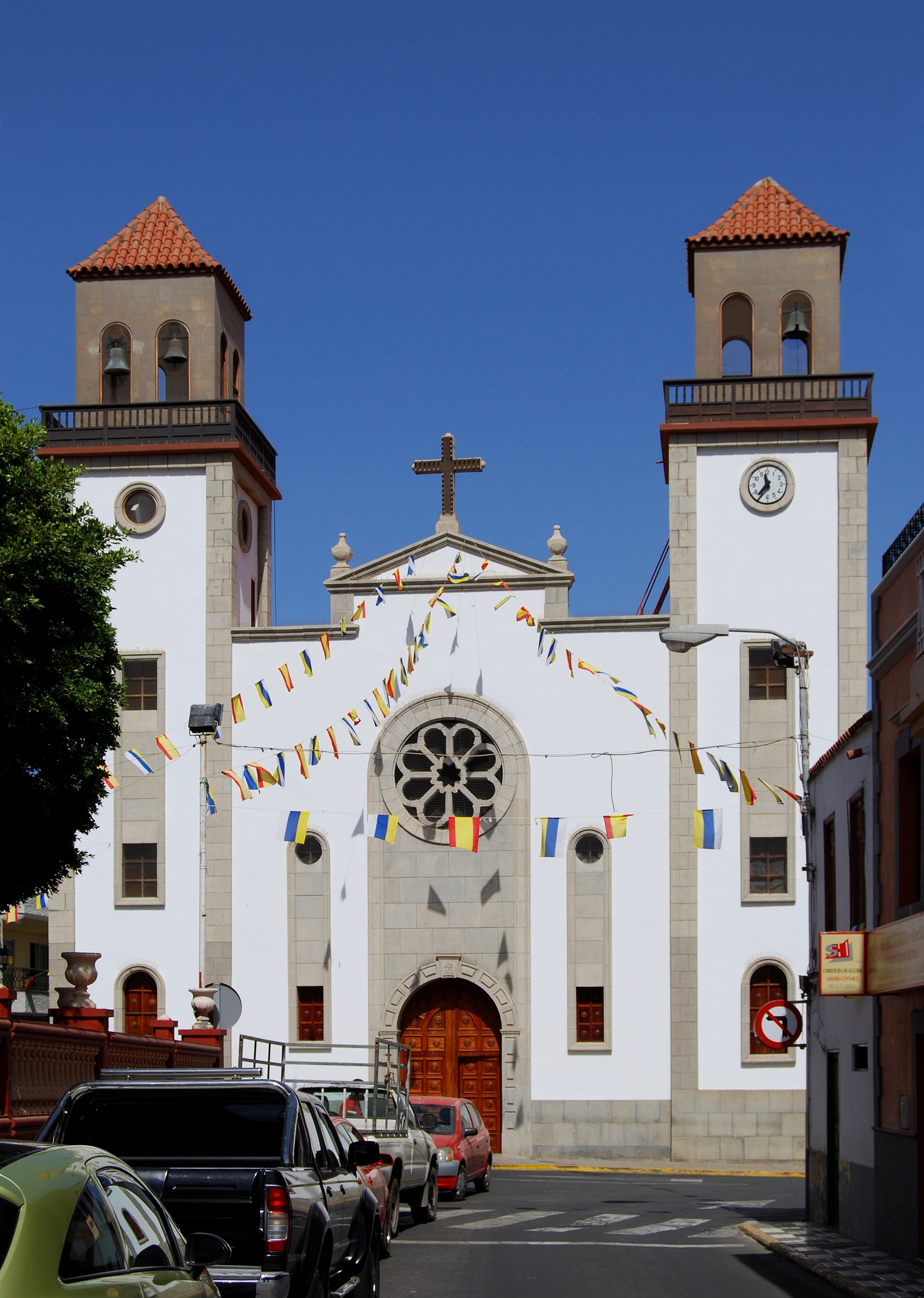
圣尼古拉斯村的教堂
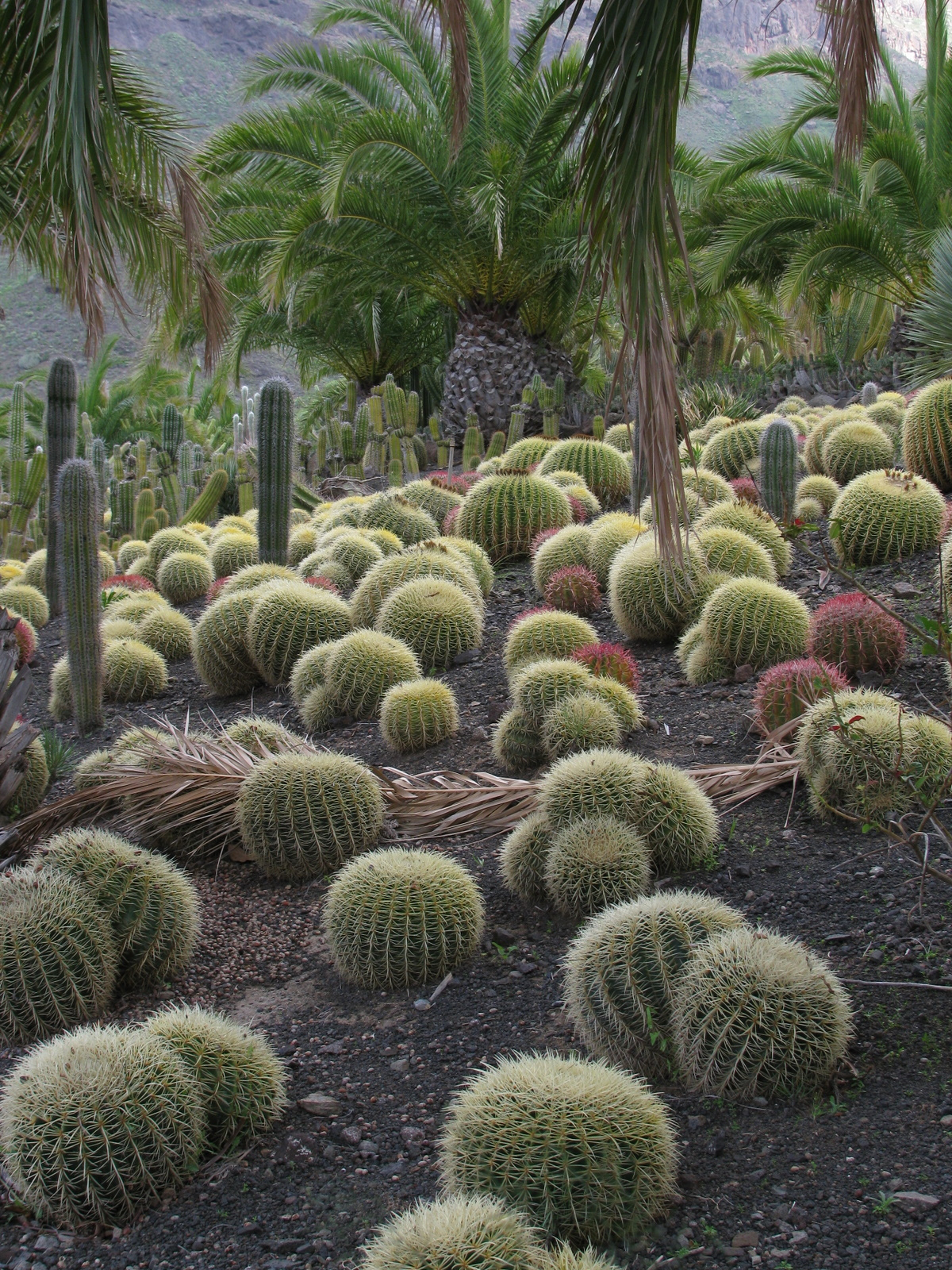
仙人掌花园
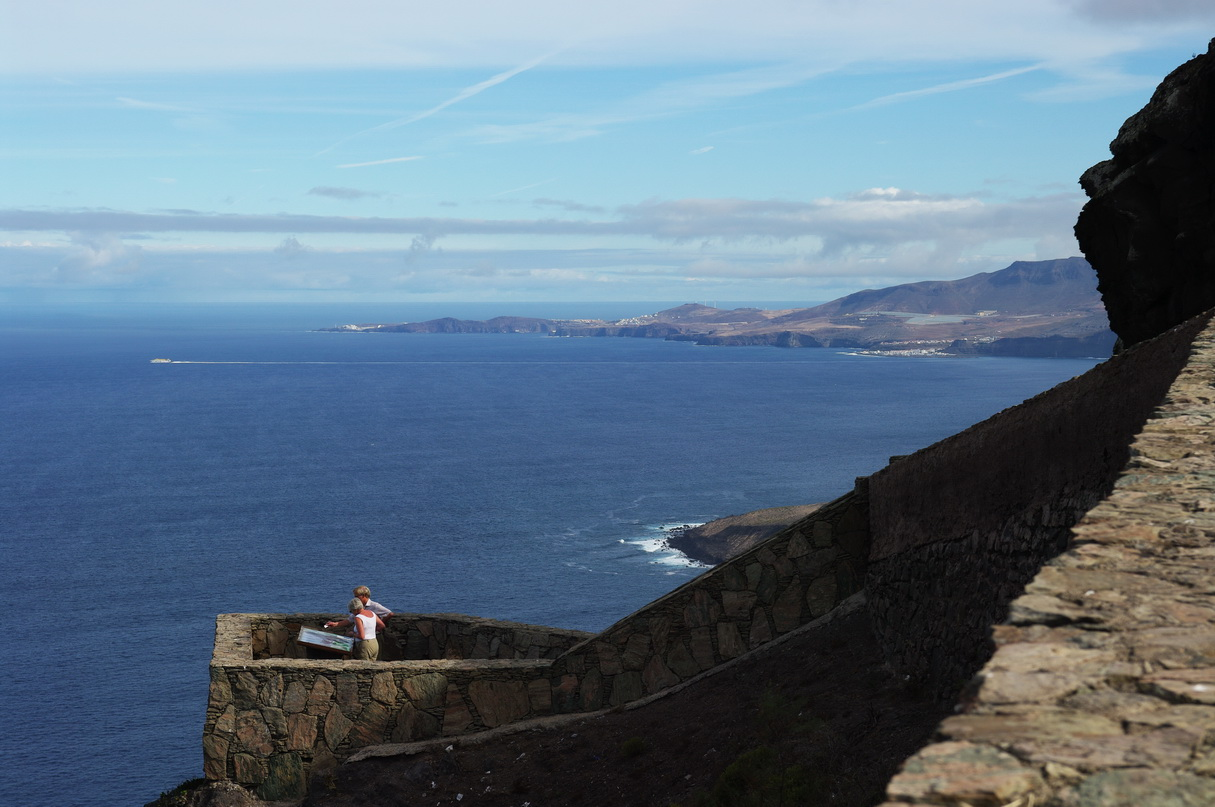
观景台，远处是阿加埃特市镇